# S.O.S. Summer of Sam - Panico a New York
S.O.S. Summer of Sam - Panico a New York è un film del 1999 diretto da Spike Lee, basato sulla storia vera del serial killer statunitense Son of Sam.
Primo film di Spike Lee a non vertere sulla comunità afroamericana ed a non presentare attori afroamericani protagonisti, è stato presentato nella Quinzaine des Réalisateurs al 52º Festival di Cannes.

## Trama
Nell'estate del 1977 un serial killer uccide coppiette e donne sole nel Bronx. Si chiama David Berkowitz, sente i cani parlare e si firma "Son of Sam". La polizia chiede l'aiuto ad alcuni mafiosi del quartiere, guidati da Luigi, che iniziano le ricerche, trasformandole presto in una vera e propria caccia alle streghe. Il loro principale sospetto è Ritchie, un punk che lavora in un locale gay di Manhattan. Il suo migliore amico è Vinny, sposato con Dionna, assiduo frequentatore di discoteche e adultero. Sarà proprio Vinny a consegnare Ritchie ai mafiosi, che iniziano a picchiarlo proprio quando la polizia ha appena arrestato casualmente il vero serial killer.

## Produzione

### Sceneggiatura
Il film fu scritto dagli attori Victor Colicchio e Michael Imperioli, dei quali quest'ultimo ne presentò la sceneggiatura - intitolata originariamente Anarchy in the Bronx - a Spike Lee, col quale aveva già avuto esperienze lavorative, in occasione della prima del film del regista Girl 6 - Sesso in linea, nel 1996.
Nelle intenzioni dei due, il film sarebbe dovuto venir diretto da Colicchio ed interpretato, in veste di protagonista, da Imperioli; i due così, prima di rivolgersi a Lee, presentarono invano il copione a diverse case di produzione. Pensando che il film diventasse sempre più impegnativo per essere diretto da lui, Colicchio si tirò indietro ed Imperioli di conseguenza coinvolse nel progetto il regista afroamericano, che se ne assunse dunque anche la regia. In fase di preproduzione, Lee rivide l'intero copione, aggiungendo di suo pugno diverse scene o modificandone altre.
L'idea del film partì da una storia vera, come ebbe a dichiarare Imperioli: «Nel 1977 un amico del mio socio [N.d.R: Colicchio] era un punk. Anche Victor Colicchio suonava in un gruppo punk in quegli anni, e quel suo amico si era preso un sacco di botte dalla gente del suo quartiere, che lo aveva sospettato degli omicidi commessi da Son of Sam». Il personaggio di Ritchie, così fu ispirato a quel ragazzo.

### Cast
Il ruolo di Ritchie, che nella prima stesura della sceneggiatura risultava essere il protagonista assoluto della pellicola, originariamente doveva essere interpretato dallo stesso Imperioli, che però nel frattempo era entrato a far parte del cast fisso de I Soprano; impossibilitato a far coincidere i due impegni, si ritrovò dunque costretto a rinunciare al ruolo. Alla fine, il ruolo venne riassegnato ad Adrien Brody, mentre lo stesso Imperioli, negli intervalli delle riprese della serie, si ritagliò il piccolissimo ruolo del proprietario del locale gay in cui Ritchie s'esibisce. La scritturazione di Brody, però, si dimostrò alquanto impegnativa per la produzione, a causa degli atteggiamenti fortemente stravaganti e da primattore che questi assunse durante le riprese
John Leguizamo, che il regista ebbe modo di conoscere l'anno precedente, quando riprese per la TV il suo spettacolo teatrale Freak, fu scelto invece per interpretare il personaggio di Vinny; la sua parte però, rispetto al copione originario, venne ampliata considerevolmente - fino a farlo diventare praticamente il protagonista - a causa delle problematiche generate da Brody sul set, che rendeva ormai difficili le regolari riprese del film.
La moglie di Vinny, Dionna, fu interpretata da Mira Sorvino, vincitrice dell'Oscar come miglior attrice non protagonista nel 1996, per La dea dell'amore di Woody Allen. La Sorvino aveva la reputazione di essere un'attrice difficile, ma per Spike Lee il suo lavoro sul set fu impeccabile: «È stata magnifica», asserì il regista.
Lee propose a John Turturro, suo grande amico e interprete di molti suoi film, un ruolo ma questi s'era preso in quel momento un periodo di riposo sabbatico e pertanto declinò l'offerta. Lee allora gli chiese se fosse stato disposto a dare in un paio di scene la propria voce al cane che, nel corso della pellicola, tormenta il serial killer, spingendolo a mietere sempre più vittime. «Sono morto dal ridere, ma alla fine ho accettato», disse l'attore.
Lo stesso Spike Lee figura nel cast della pellicola, con il piccolo ruolo di un giornalista televisivo che, in alcune scene simildocumentaristiche che intervallano la narrazione principale, intervista svariate persone sui delitti del killer, come ad esempio alcuni afroamericani. «Quel ruolo mi ha offerto l'occasione di farmi crescere i capelli e sfoggiare una pettinatura afro», disse il regista.

### Riprese
Le riprese del film durarono sessantasei giorni. Nella prima stesura del copione l'azione si svolgeva tutta nel Bronx, ma nella versione definitiva vi figurarono anche scene ambientate nel Queens ed a Manhattan.
Il Bronx accolse molto bene la troupe, a differenza di quanto accaduto a Bensonhurst, quartiere di Brooklyn, per le riprese di Jungle Fever del 1991. «Gli italiani ci accolsero a braccia aperte. Le signore mi invitavano a pranzo e mi cucinavano qualche bel piatto italiano», disse il regista.
La direzione della fotografia fu affidata a Ellen Kuras, alla sua seconda esperienza con Spike Lee, dopo il documentario 4 Little Girls. Lee disse alla Kuras che il film doveva dare una percezione di caldo e umido, motivo per cui le consigliò di guardare il suo Fa' la cosa giusta.
Lee volle girare in qualità di prologo ed epilogo del film degli interventi del giornalista del New York Daily News Jimmy Breslin, che all'epoca dei delitti seguì per conto del proprio giornale la vicenda e che fu persino il destinatario di alcune delle deliranti lettere dell'assassino, affinché fornisse al pubblico dapprima un'introduzione al contesto in cui si muove la pellicola ed infine una sua degna chiusa. «Abbiamo dato a Jimmy lo spazio per un esame complessivo della storia, per chiarire che si trattava di un fatto di cronaca, non di una vicenda inventata», disse Spike Lee.
Per la sequenza in discoteca che di fatto apre l'intreccio vero e proprio del film, che vede Vinny e Dionna ballare affiatamente, Lee voleva evitare di cadere in un inevitabile rimando all'iconicità de La febbre del sabato sera. «Abbiamo due persone che ballano e che sono talmente innamorate da dimenticare completamente tutti gli altri, quindi abbiamo cercato di evidenziare visivamente l'idea che stiano letteralmente ballando da soli», disse Spike Lee.
La scena in cui Dionna si separa da Vinny fu girata in piano sequenza, con la macchina a mano, e improvvisata dagli attori. «Nessuno si aspettava che Mira si mettesse a tirare i dischi fuori dalla finestra. Si è messa a buttare di tutto ed è stata semplicemente magnifica», disse Spike Lee.
Quando la stampa diede la notizia dell'inizio delle riprese del film, i familiari delle vittime di Berkowitz espressero alcune preoccupazioni. «Non intendevamo affatto mancare di rispetto alle famiglie delle vittime. Non so come si erano messi in testa che il film parlasse di Berkowitz. Ma chiunque veda il film si accorge che non è assolutamente così. Quando poi il film è uscito nelle sale, nessuno si è più lamentato», asserì il regista.

## Accoglienza
Il film uscì nelle sale cinematografiche statunitensi il 2 giugno 1999, incassando in totale 19288130 $.

### Critiche
Le recensioni del film furono contrastanti. 
Su Metacritic ha un punteggio metascore di 67/100 , mentre un punteggio intorno al 1,4 su 10 tra gli utenti.
Su Rotten Tomatoes ha uno score di 50%

## Colonna sonora
La colonna sonora del film fu curata da Terence Blanchard, che convinse Lee ad usare per la prima volta in un suo film strumenti elettronici e sintetizzatori.
La colonna sonora comprende i seguenti brani, tutti successi degli anni settanta:
1. Fernando (ABBA)
2. Boogie Nights (Heatwave)
3. Let No Man Put Asunder (The First Choice)
4. There But for the Grace of God Go I (Machine)
5. Running Away (Roy Ayers)
6. Fooled Around and Fell in Love (Elvin Bishop)
7. Come Rain or Come Shine (Mike Starr e The Terence Blanchard Group)
8. Hello from the Gutters (Adrien Brody, Jennifer Esposito, Jessica Galbreath, Darielle Gilad, George Tabb, Michael Harper, Evan Cohen)
9. Best of My Love (The Emotions)
10. Dance With Me (Peter Brown)
11. Got to Give It Up (Marvin Gaye)
12. La Vie en Rose (Grace Jones)
13. It's Ecstasy When You Lay Down Next to Me (Barry White)
14. Short Shorts
15. Psycho Killer (Talking Heads)
16. Baba O'Riley (The Who)
17. Everybody Dance (Chic)
18. Galaxy (War)
19. Don't Go Breaking My Heart (Elton John, Kiki Dee)
20. Dancing Queen (ᗅᗺᗷᗅ)
21. Love Is the Message (Mfsb)
22. Let's All Chant (Michael Zager Band)
23. Don't Leave Me This Way (Thelma Houston)
24. Skull Grenade (L.E.S. Stiches)
25. Won't Get Fooled Again (The Who)
26. Theme from New York, New York (Frank Sinatra)
27. Summertime Blues (The Who)